# Michał Kleofas Ogiński
Michał Kleofas Ogiński (litvánul: Mykolas Kleopas Oginskis, belaruszul: Міхал Клеафас Агінскі; Guzów, 1765. szeptember 25. – Firenze, 1833. október 15.) lengyel zeneszerző, diplomata és politikus, Litvánia államkincstárnoka és orosz szenátor volt.

## Élete
Ogiński egy Guzów nevű faluban született (Żyrardów megye, Mazóviai vajdaság), közel Varsóhoz, a Lengyel Királyság területén. Édesapja, Andrius, litván nemesember volt, és a litvániai Trakai kormányzója. Édesanyja, Paula Paulina Szembek (1740-1797) szintén előkelő családból származott: apja Marek Szembek, ausztriai ősöktől származó lengyel mágnás, anyja Yadviga Rudnicka lengyelesedett litván leszármazott volt.

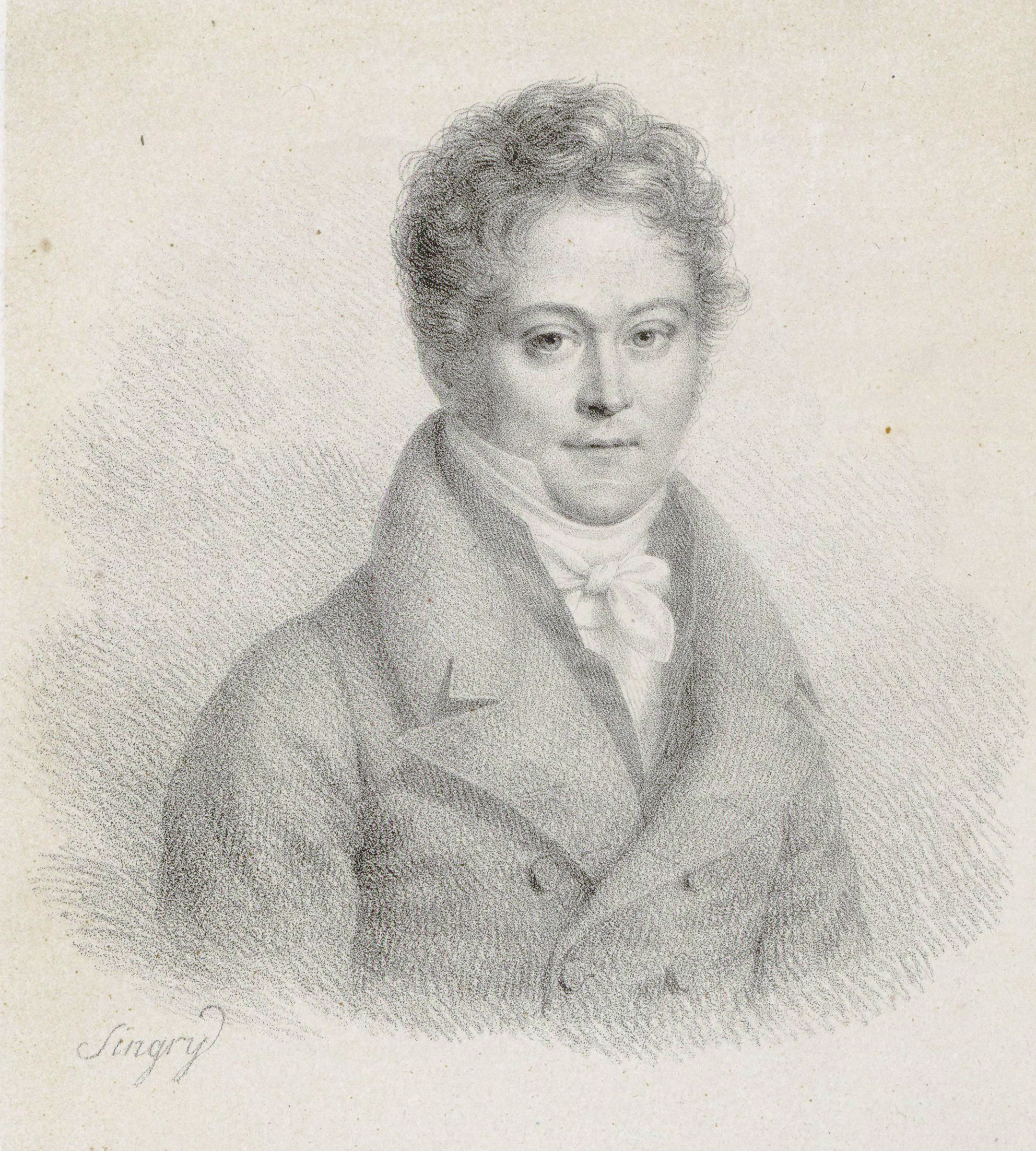
Pierre Baillot, Ogiński egyik hegedűtanára. Rézkarc.

A gyermek Ogiński, akit otthon tanítottak, különösen kitűnt a zenében és az idegen nyelvekben. Józef Kozłowski volt az első zenetanára, később hegedű leckéket vett Giovanni Giornovichitől, Giovanni Battista Viottitól és Pierre Baillot-tól.
1787-ben feleségül vette a Brzezinyből (Łódźi vajdaság) származó Izabela Lasockát.
Két gyermekük született, Tadeusz (1800) és Franciszek Ksawery (Xavier) (1801). A házasság megromlott és válással végződött. Ogiński később újra megnősült, második felesége korábbi bajtársának özvegye, az olasz származású Maria Neri lett, de ez a házasság sem alakult jobban.
Ogiński II. Szaniszló Ágost lengyel király tanácsadójaként szolgált; 1788-1792 között pedig támogatta őt az ún. nagy szejm (négyéves szejm) idején. 1790 után Hágába küldték, ahol Lengyelország hollandiai diplomáciai képviseletét látta el. de volt lengyel képviselő Konstantinápolyban és Párizsban is. 1793-ban Litvániában a Kincstár vezetésére kapott kinevezést.
1794-ben, a Kościuszko-felkelés idején Ogiński a saját csapatát irányította. A felkelés leverése után Franciaországba emigrált, ahol Napóleon támogatását próbálta megnyerni a lengyel ügynek. Napóleon 1807-ben létrehozta a Varsói Hercegséget, amely egyik lépcsőfoka volt Lengyelország tényleges függetlenné válásának. Ogiński lelkesen neki ajánlotta egyetlen operáját, a Zelis et Valcour-t (teljes címe: Zelis és Valcour, avagy Bonaparte Kairóban 1810-ben Ogiński visszavonult a politikai tevékenységtől és – csalódva Napóleonban – visszatért Vilniusba. Adam Jerzy Czartoryski bemutatta őt I. Sándor cárnak, aki orosz szenátornak nevezte ki. Hiába próbálta azonban meggyőzni a cárt, a lengyel állam újraalapításáról. 1815-ben Olaszországba költözött és Firenzében élt haláláig.
Zeneszerzőként leginkább a Pożegnanie Ojczyzny (Búcsú a hazától) című polonézéről ismert, amelyet akkor írt, amikor a Kościuszko-felkelés után Nyugat-Európába emigrált. A műnek számtalan feldolgozása ismert, hangszeres és vokális egyaránt. Polonézei a lengyel zeneszerző egész generációjára voltak hatással, köztük Maria Szymanowskára, Franciszek Lesselre és Ignacy Feliks Dobrzyńskire.

## Életének fontosabb eseményei
- 1786 – a lengyel szejm küldötte;

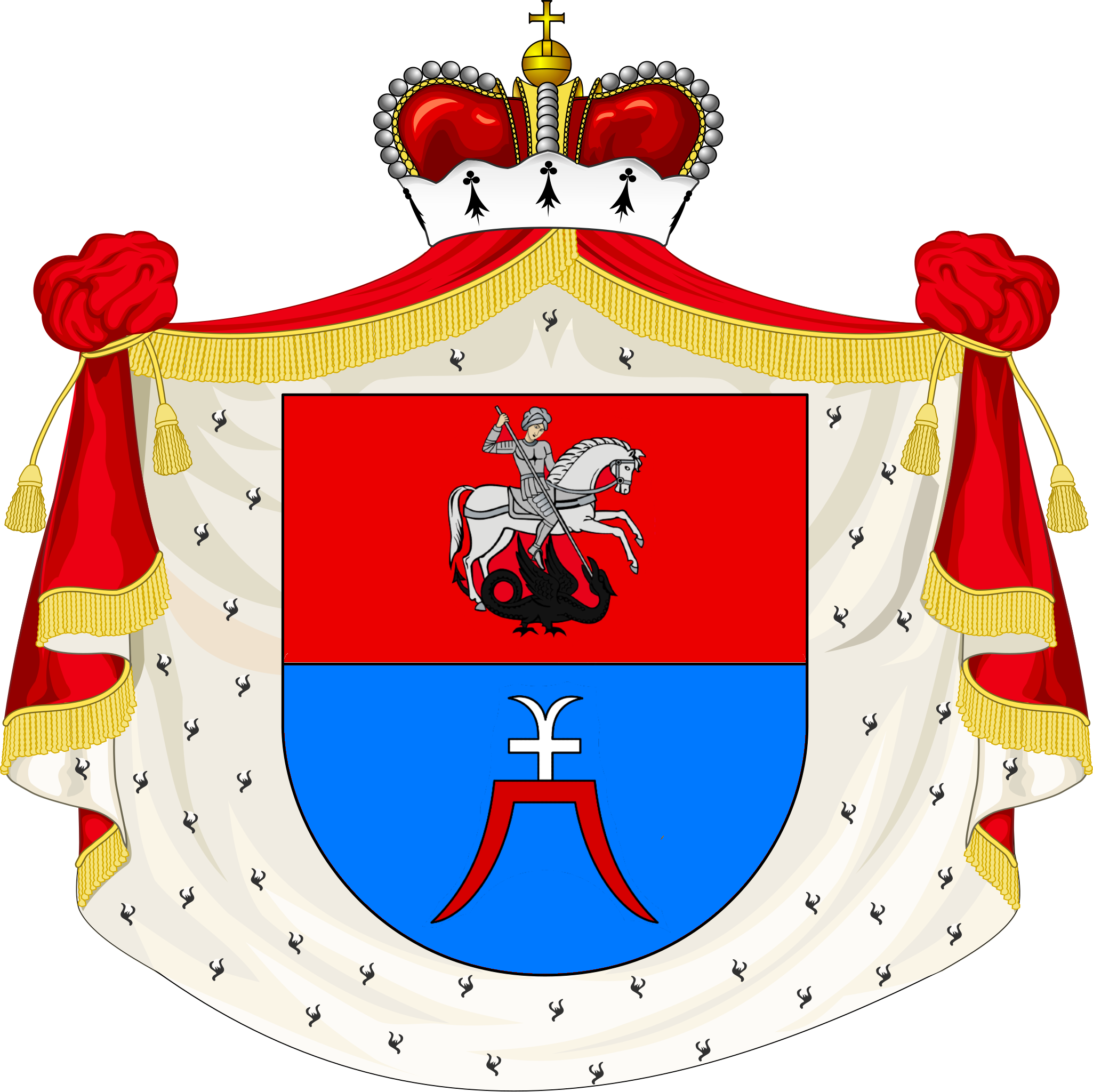
Az Ogiński-család címere

- 1789 – a Litván Nagyhercegség katonája;
- 1790/1791 – Lengyelország rendkívüli és teljhatalmú meghatalmazott követe Hollandiában;
- 1791 – Visszatér a Litván Nagyhercegségbe, hogy a családi birtokai ügyében rendelkezzen, mivel ezek egy részét Oroszország elfoglalta;
- 1793 – Küldött a hrodnai szejmben;
- 1793–94 – A Litván Nagyhercegség megbízott kincstárnoka;
- 1794 – A Kościuszko-felkelés résztvevője;
  - 188.000 złotyt adományoz, 480 könnyű gyalogos parancsnoka;

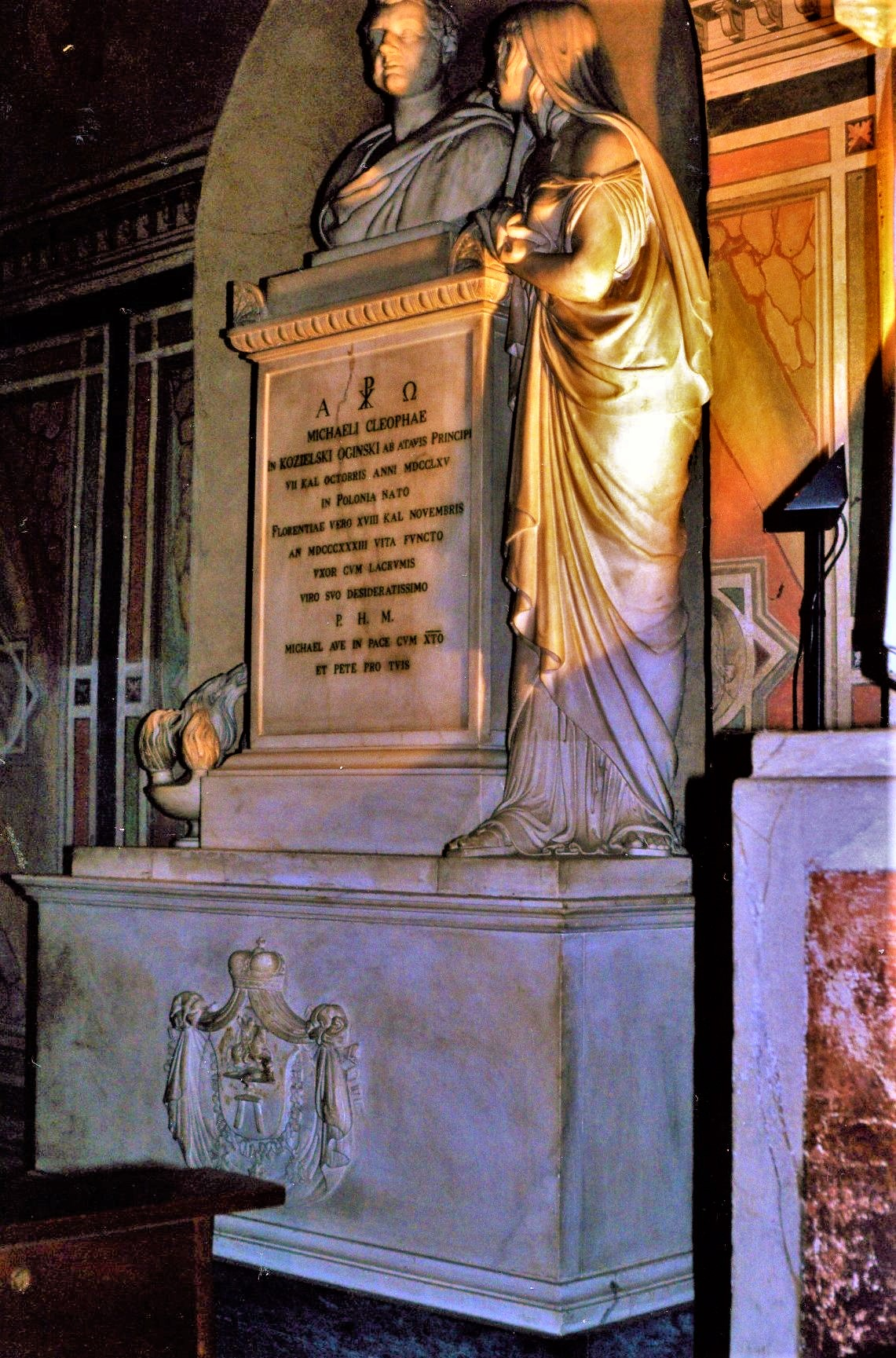
Ogiński síremléke,
Szent Kereszt bazilika, Firenze

- - Két kísérletet tesz a Minszki Kormányzóság területére való behatolásra, hogy fellázítsa a belaruszokat az orosz megszállás ellen;
  - Harcol a poroszországi intervencióban is;

Amikor az oroszok elfoglalják Vilniust, Varsóba távozik. Az oroszok törvényen kívül helyezik és minden birtokától megfosztják. Ezt követően száműzetésben él Bécsben, Velencében és Párizsban.
- 1802 – Czartoryski herceg közbenjárására visszatérhet Litvániába;

Hűséget fogad I. Sándor cárnak és egy Zalesie nevű faluban telepedik le (Oszmiana régió, ma Belarusszia). Új lakóhelyén új palotát építtet, angolparkkal, növényházzal, állatkerttel; valamint számos könyvvel gazdagítja a könyvtárát.
- 1807 – Találkozik Napóleonnal Olaszországban;
- 1810 – Szentpétervárra költözik, találkozik az orosz uralkodóval, aki szenátori rangot és magán tanácsosi címet adományoz neki;
- May 1811 – Bemutatja I. Sándor cárnak tervét szülőföldje függetlenségének visszaállításáról, az uralkodó azonban elutasítja;
- 1823 – Firenzébe költözik és ott él haláláig.

## Művei
Ogiński saját magát elsősorban politikusnak tekintette és csak másodsorban muzsikusnak. Mivel politikusként nem tudta elérni legfontosabb céljait, úgy érezte, hogy kudarcot vallott az életben. Számára a zene inkább csak kikapcsolódás volt. Nagyon szerette az olasz és a francia operát, játszott hegedűn, klavikordon és balalajkán. Az 1790-es években indulókat és katonanótákat komponált, és 1794-ben népszerűvé vált a lázadók körében.
Mintegy 20 polonézt, különböző zongoradarabokat, mazurkákat, indulókat, románcokat és keringőket írt. 1794-ben szerezte Pożegnanie ojczyzny (Búcsú a hazától) című polonézét.
Néhány fontosabb műve:
- Zelis et Valcour, ou 'Bonaparte au Caire' (Zelis és Valcour, avagy Bonaparte Kairóban, opera, 1799).[1]
- Listy o muzyce (Levelek a zenéről), tanulmány (1828).
- Memoires sur la Pologne et les Polonais, depute 1788 jusqu'a la fin de 1815 (Visszaemlékezések Lengyelországra és a lengyelekre, 1788-1815),[20]

## Fordítás
- Ez a szócikk részben vagy egészben  a   Michał Kleofas Ogiński című angol Wikipédia-szócikk ezen változatának fordításán alapul.  Az eredeti cikk szerkesztőit annak laptörténete sorolja fel. Ez a jelzés csupán a megfogalmazás eredetét és a szerzői jogokat jelzi, nem szolgál a cikkben szereplő információk forrásmegjelöléseként.